# Manuel Ojinaga
Manuel Ojinaga är en ort i Mexiko.   Den ligger i kommunen Ojinaga och delstaten Chihuahua, i den norra delen av landet, 1 200 km norr om huvudstaden Mexico City. Manuel Ojinaga ligger 799 meter över havet och antalet invånare är 22 744.
Terrängen runt Manuel Ojinaga är huvudsakligen platt, men åt sydost är den kuperad.  Trakten runt Manuel Ojinaga är nära nog obefolkad, med mindre än två invånare per kvadratkilometer. Manuel Ojinaga är det största samhället i trakten. Omgivningarna runt Manuel Ojinaga är i huvudsak ett öppet busklandskap.